# 1787
1787 (MDCCLXXXVII) byl rok, který dle gregoriánského kalendáře započal pondělím.

## Události
- 1. ledna – V Habsburské monarchii začal platit josefínský trestní zákoník, který nahradil dosavadní Hrdelní řád Marie Terezie (Constitutio criminalis Theresiana).
- 13. května – Z anglického Portsmouthu vyplula pod vedením Arthura Phillipa flota 11 lodí s 1 306 osadníky, kteří založili Nový Jižní Wales – první evropskou kolonii v Austrálii.
- 23. června – Císař Josef II. vydal patent nařizující židům přijetí německých jmen s účinností od 1. ledna 1788. Byl vypracován seznam přípustných jmen a hebrejská jména zakázána.
- 13. července – Kontinentální kongres v USA přijal zákon Northwest Ordinance, kterým bylo vytvořeno tzv. Severozápadní teritorium o rozloze přes 670 000 km².
- 24. srpna – Osmanská říše vyhlásila Rusku válku.
- 17. září – Filadelfský ústavní konvent přijal ústavu Spojených států amerických.
- V Belgii začalo protihabsburské povstání.
- Britové založili Freetown, hlavní město Sierry Leone
- V Olomouci při minoritském klášteru byla otevřena všeobecná nemocnice, předchůdkyně Fakultní nemocnice Olomouc.
- V moskevském Kremlu byl postaven Senátní palác.
- Císař Josef II. doprovázel carevnu Kateřinu II. Velikou při cestě na Krym. Během cesty přes Nové Rusko jim Grigorij Potěmkin údajně ukazoval tzv. Potěmkinovy vesnice, dokládající úspěšnou kolonizaci nově dobytého území.

### Probíhající události
- 1787–1792 – Rusko-turecká válka

## Vědy a umění
- 11. ledna – Německý astronom William Herschel objevil dva měsíce Uranu Titania a Oberon.
- 10. srpna – Rakouský skladatel Wolfgang Amadeus Mozart dokončil skladbu Malá noční hudba.
- 14. říjen – Původně ohlášená premiéra Mozartovy opery Don Giovanni v Praze na 14. října musela být přesunuta na 29. říjen
- 29. října – V pražském Nosticově divadle se uskutečnila premiéra Mozartovy opery Don Giovanni.
- 13. listopadu – Wolfgang Amadeus Mozart po premiéře své opery Don Giovanni opouští Prahu
- Americký fyzik a anatom Caspar Wistar nalezl na území New Jersey první kost dinosaura na americkém kontinentu.
- Švýcarský přírodovědec, fyzik a horolezec Horace-Bénédict de Saussure změřil výšku hory Mont Blanc a označil ji za nejvyšší v Evropě.

## Narození

### Česko

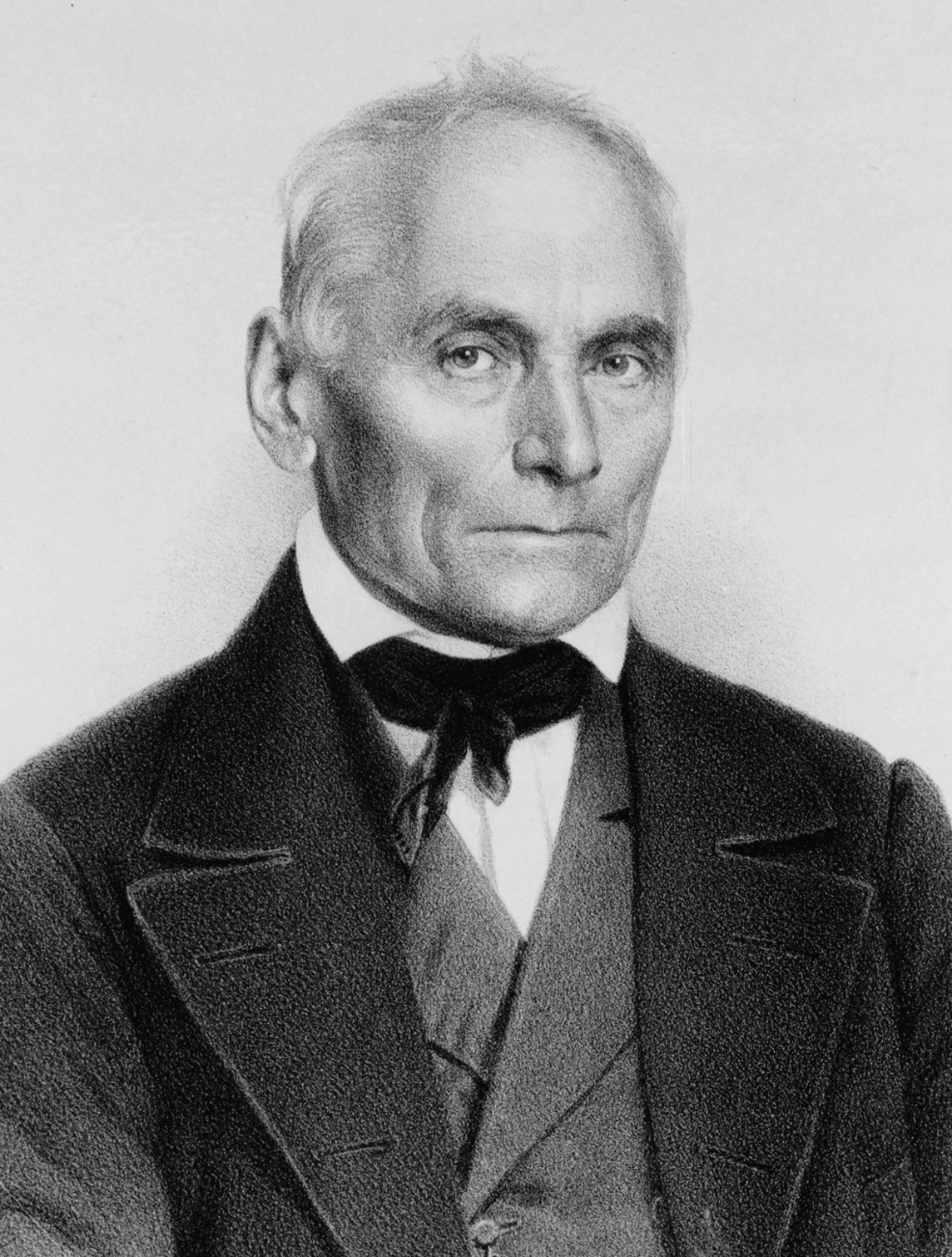
Jan Evangelista Purkyně (* 18. prosince)

- 5. června – Filip Maxmilián Opiz, lesník a botanik († 20. května 1858)
- 21. července – Michal Silorád Patrčka, obrozenecký básník († 25. dubna 1838)
- 22. července – Johann Emanuel Veith, rakouský veterinář, teolog, kazatel a spisovatel († 6. listopadu 1876)
- 18. prosince – Jan Evangelista Purkyně, přírodovědec († 28. července 1869)

### Svět

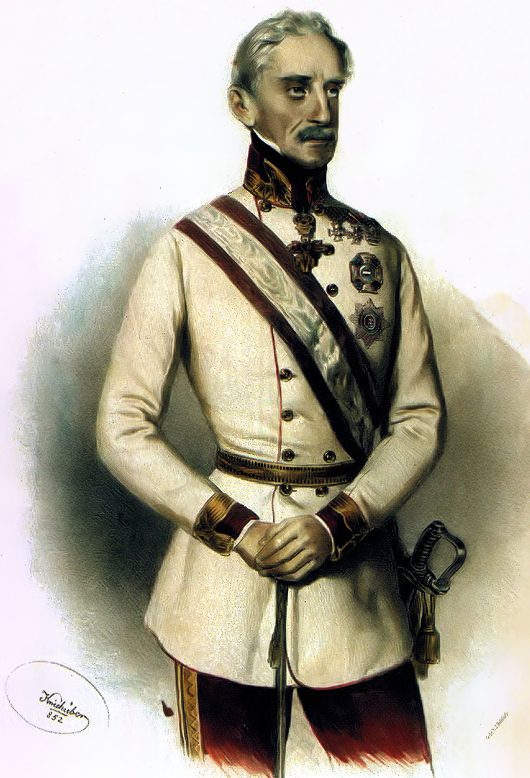
Alfred Windischgrätz (* 11. května)

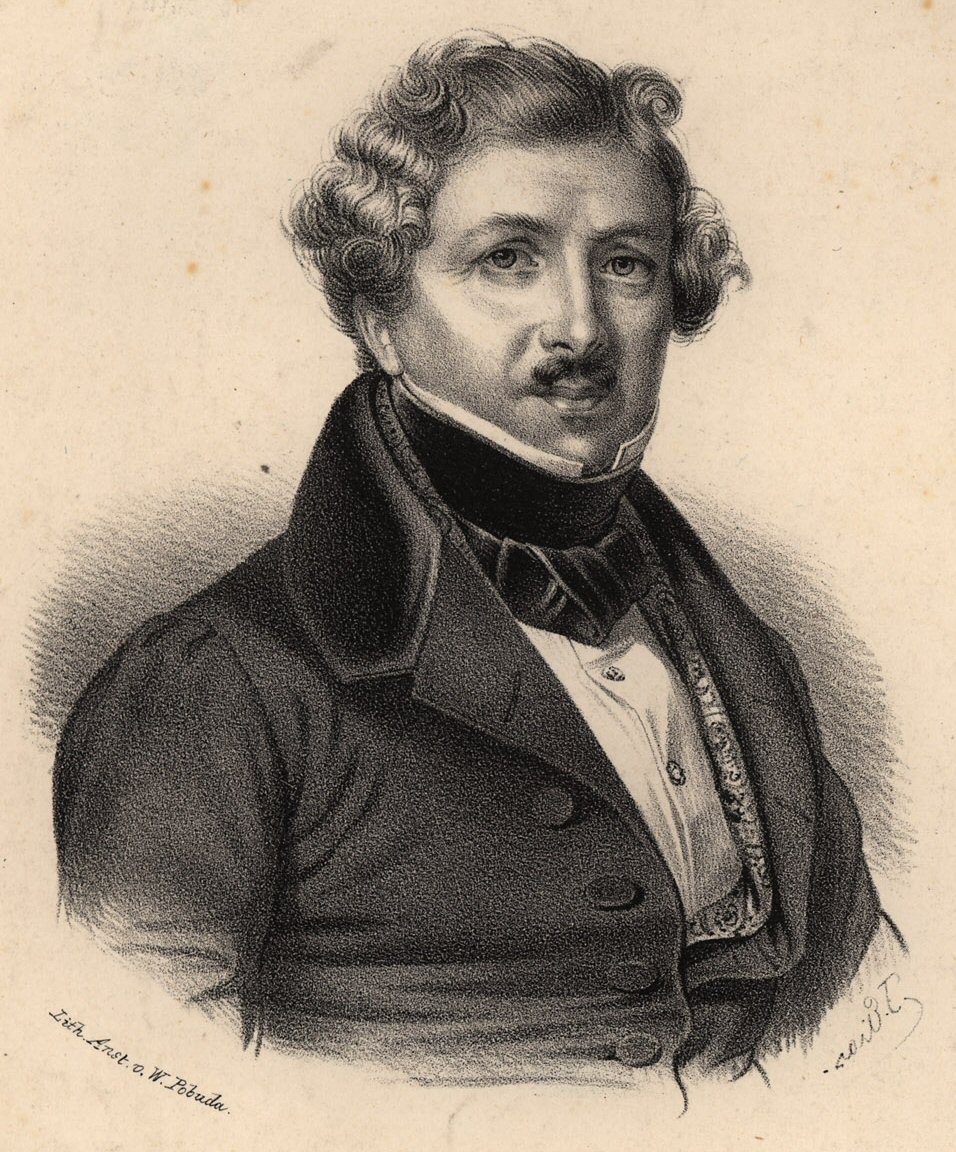
Louis Daguerre (* 18. listopadu)

- 7. ledna – Patrick Nasmyth, skotský malíř († 17. srpna 1831)
- 9. ledna – Rudolf Jan kardinál Habsbursko-Lotrinský, rakouský arcivévoda, olomoucký arcibiskup († 23. července 1831)
- 23. ledna – Raffaele Fornari, italský kardinál († 15. června 1854)
- 1. února – Christian Adolph Pescheck, německý luteránský duchovní a vědec († 3. listopadu 1859)
- 19. února – Josef Emanuel Fischer, rakouský průmyslník a entomolog († 17. března 1866)
- 23. února – Marguerite Georges, milenka Napoleona Bonaparte a cara Alexandra I. († 11. ledna 1867)
- 6. března – Joseph von Fraunhofer, německý optik, fyzik a astronom (astrofyzik) († 1826)
- 19. března – Friedrich Emanuel von Hurter, švýcarsko-rakouský historik († 27. srpna 1865)
- 27. března – Pierre Antoine Delalande, francouzský přírodovědec a cestovatel († 27. června 1823)
- 11. května – Alfred Windischgrätz, rakouský polní maršál a český šlechtic († 21. března 1862)
- 9. června – Fréderic Cailliaud, francouzský cestovatel a mineralog († 1. května 1869)
- 29. července – Leopold II. Sedlnický, slezský šlechtic, vratislavský biskup († 25. března 1871)
- 24. srpna – James Weddell, britský mořeplavec a lovec tuleňů († 9. září 1834)
- 5. září – François Sulpice Beudant, francouzský mineralog a geolog († 10. prosince 1850)
- 13. září – Eléonore Denuelle de La Plaigne, milenka císaře Napoleona Bonaparte († 30. ledna 1868)
- 4. října – François Guizot, francouzský historik a politik († 12. září 1874)
- 8. října – Albrecht Besserer von Thalfingen, bavorský generál († 1. února 1839)
- 9. října – William Lewis, britský šachista († 22. října 1870)
- 7. listopadu – Vuk Stefanović Karadžić, srbský jazykovědec a reformátor srbštiny († 7. února 1864)
- 18. listopadu – Louis Daguerre, francouzský malíř a průkopník fotografie († 12. července 1851)
- 20. listopadu – Johann Nikolaus von Dreyse, německý puškař († 9. prosince 1867)
- 21. listopadu – Bryan Waller Procter, anglický básník († 5. října 1874)
- 22. listopadu – Rasmus Rask, dánský filolog a lingvista († 14. listopadu 1832)
- 25. listopadu – Franz Xaver Gruber, rakouský skladatel, autor koledy Tichá noc († 7. června 1863)
- 28. listopadu – Michele Carafa, italský hudební skladatel a voják († 26. července 1872)
- 14. prosince – Marie Ludovika Beatrix z Modeny, třetí manželka rakouského císaře Františka I. († 7. dubna 1816)
- neznámé datum
  - José de Canterac, španělský vojevůdce († 13. dubna 1835)
  - Menachem Mendel z Kotsku, polský chasidský rabín († 27. ledna 1859)
  - Jacques Mouret, francouzský šachista († 1837)
  - Toma Vučić Perišić, srbský byrokrat a politik, účastník povstání († 13. července 1859)
  - Čaka, král a sjednotitel Zulů († 22. září 1828)

## Úmrtí

### Česko
- 2. února – Ignác Raab, malíř (* 5. září 1715)
- 8. května – Benedikt Stöber, jezuitský kněz (* 1714)
- 13. června – Josef Bárta, skladatel (* 1744)
- 27. září – Ignác František Platzer, sochař (* 6. července 1717)
- 18. října – Mikuláš Adaukt Voigt, piaristický kazatel, pedagog a numismatik (* 14. května 1733)

### Svět

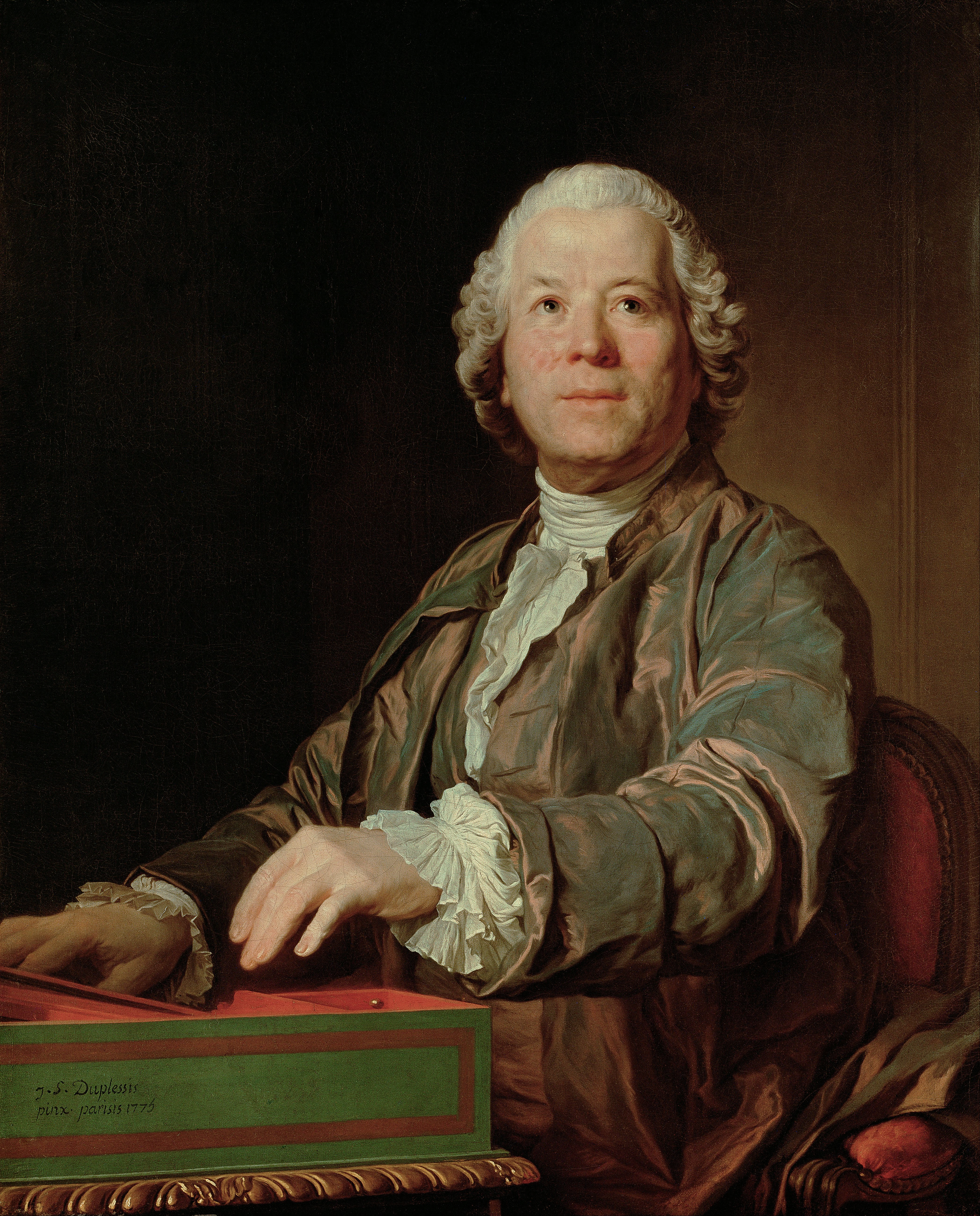
Christoph Willibald Gluck († 15. listopadu)

- 9. února – Wilhelm Mac Neven O’Kelly, děkan lékařské fakulty Karlovy univerzity v Praze (* ? 1713)
- 10. února – Károly Ferenc Palma, maďarský jezuita, probošt a biskup (* 18. srpna 1735)
- 13. února – Ruđer Bošković, chorvatský fyzik, astronom a básník (* 18. května 1711)
- 30. března – Anna Amálie Pruská, německá skladatelka (* 9. listopadu 1723)
- 25. května – Carl Gustav Jablonsky německý přírodovědec (* 1756)
- 28. května – Leopold Mozart, rakouský hudební skladatel, houslista a pedagog, otec Wolfganga Amadea (* 14. listopadu 1719)
- 4. června – Augusta Württemberská, kněžna z Thurn-Taxisu (* 30. října 1734)
- 18. června – Marie Žofie Helena Beatrice Bourbonská, dcera francouzského krále Ludvíka XVI. (* 9. července 1786)
- 20. června – Carl Friedrich Abel, německý skladatel (* 22. prosince 1723)
- 1. srpna – Alfons Maria z Liguori, italský misionář, biskup a světec (* 27. září 1696)
- 5. srpna – François Francœur, francouzský hudební skladatel (* 21. září 1698)
- 7. října
  - Johann Karl Herberstein, lublaňský biskup (* 7. července 1719)
  - Henry Melchior Muhlenberg, německý luteránský pastor v Americe (* 6. září 1711)
- 24. října – Charles Manners, 4. vévoda z Rutlandu, britský státník a irský šlechtic (* 15. března 1754)
- 25. října – Pasquale Cafaro, italský hudební skladatel a pedagog (* 8. února 1715)
- 15. listopadu – Christoph Willibald Gluck, německý hudební skladatel a reformátor opery (* 2. června 1714)

## Hlavy států
- Francie – Ludvík XVI. (1774–1792)
- Habsburská monarchie – Josef II. (1780–1790)
- Osmanská říše – Abdulhamid I. (1774–1789)
- Polsko – Stanislav II. August Poniatowski (1764–1795)
- Prusko – Fridrich Vilém II. (1786–1797)
- Rusko – Kateřina II. Veliká (1762–1796)
- Španělsko – Karel III. (1759–1788)
- Švédsko – Gustav III. (1771–1792)
- Velká Británie – Jiří III. (1760–1820)
- Svatá říše římská – Josef II. (1765–1790)
- Papež – Pius VI. (1774–1799)
- Japonsko – Kókaku (1780–1817)